# The Best of Laura Pausini
The Best of: E Ritorno Da Te – szósty studyjny album włoskiej piosenkarki Laury Pausini, wydany w dniu 12 października 2001 roku. Album został również wydany w języku hiszpańskim pod nazwą Lo mejor de: Volveré junto a ti.
Album zawiera największe hity jakie zostały nagrane przez wokalistkę przez jej 7 lat kariery. Zawiera również pięć nowych piosenek: One more time, E ritorno da te, Una storia che vale, Dime, Speranza oraz pięć nowych wersji najpopularniejszych hitów Artystki: Non c'e, La Solitudine, Strani Amori, Sei que me amavas, Gente. Jest to jedna z najlepiej sprzedających się płyt piosenkarki.

## Lista utworów

### The Best Of
1. E ritorno da te
2. La solitudine
3. Non c'è
4. Strani amori
5. Gente (Ordinary people)
6. Incancellabile
7. Le cose che vivi
8. Seamisai (Sei que me amavas) – duet z Gilberto Gil
9. Ascolta il tuo cuore
10. Mi respuesta
11. In assenza di te
12. Un'emergenza d'amore
13. One More Time
14. Tra te e il mare
15. Il mio sbaglio più grande
16. Una storia che vale
17. Dime – duet z José el Francés
18. Speranza (utwór dodatkowy)